# Косілов Сергій Сергійович
Сергій Сергійович Косілов (рос. Сергей Сергеевич Косилов; нар. 11 липня 1979, Бєлгород, Бєлгородська область, РРФСР) — український та російський футболіст, півзахисник.

## Життєпис
Сергій Косілов народився 11 липня 1979 року в місті Бєлгород. Вихованець місцевої ДЮСШ.
Кар'єру футболіста розпочав в Україні.
3 березня 1996 року зіграв свій єдиний матч за харківський «ЕХО» у Вищій лізі чемпіонату України з футзалу.
В 1999 році перейшов до складу дніпропетровського «Дніпра». У складі дніпропетровської команди дебютував 13 червня 1999 року в виїзному матчі 25-го туру вищої ліги чемпіонату України проти львівських «Карпат». У цьому матчі львівська команда здобула перемогу з рахунком 4:1. Сергій в тому поєдинку вийшов у стартовому складі та відіграв увесь поєдинок. Дебютним голом в складі головної команди дніпропетровського клубу відзначився 25 червня 1999 року, в домашньому матчі 30-го туру вищої ліги чемпіонату України проти донецького «Металурга». Матч завершився впевненою перемогою «Дніпра» з рахунком 5:1. Косілов вийшов на поле в стартовому складі, на 27-й хвилині відзначився голом, а на 55-й хвилині був замінений на Євгена Микулу.
У перші сезони свого перебування був гравцем основної обойми, але поступово почав отримувати все меншу кількість ігрового часу й все більше виступати за нижчолігові фарм-клуби дніпропетровської команди. Загалом за період свого перебування в Дніпропетровську в складі головної команди клубу в чемпіонатах України зіграв 50 матчів та відзначився 2-ма голами, ще 9 матчів за «Дніпро» зіграв у кубку України.
Паралельно з виступами в головній команді «Дніпра» залучався й до складу його нижчолігового фарм-клубу, «Дніпра-2». В складі цієї команди дебютував 4 квітня 1999 року в домашньому матчі 17-го туру групи В другої ліги чемпіонату України проти роменського «Електрона». Матч завершився перемогою дніпропетровців з рахунком 1:0. В тому поєдинку Сергій вийшов на поле в стартовому складі, а на 89-й хвилині був замінений на Олексія Гвоздаєва. Дебютним голом у складі другої команди дніпропетровців відзначився 12 квітня 1999 року в виїзному матчі 16-го туру групи В другої ліги чемпіонату України проти куп'янського «Оскілу». Матч завершився перемогою «Дніпра-2» з рахунком 2:1. Косілов вийшов на поле в тому поєдинку в стартовому складі та відіграв увесь матч, а на 33-й хвилині відзначився голом. Загалом у складі «Дніпра-2» в чемпіонатах України зіграв 58 матчів та відзначився 12-ма забитими м'ячами.
Крім виступів у складі «Дніпра» та «Дніпра-2» періодично тако залучався й до матчів іншого фарм-клубу дніпропетровської команди, «Дніпра-3». В складі цього клубу дебютував 20 серпня 2000 року в домашньому матчі 2-го туру групи Б другої ліги чемпіонату України проти «Системи-Борекс» (Бородянка). Матч завершився перемогою дніпропетровців з рахунком 2:1. Сергій вийшов на поле в тому поєдинку на 46-й хвилині замість Андрія Головка, й у цьому ж матчі, на 77-й хвилині, відзначився дебютним голом. Загалом за два сезони в складі клубу в другій лізі чемпіонату України зіграв 13 матчів та відзначився 2-ма голами.
Крім виступів за нижчолігові фарм-клуби «Дніпра» Косілов ще двічі відправлявся в оренди до інших клубів. Спочатку першу частину сезону 2002/03 років Косілов провів у складі олександрійської «Поліграфтехніки». Олександрійці щойно стали бронзовими призерами першої ліги чемпіонату України й здобули путівку до Вищої ліги. Тому для вдалих виступів команда потребувала підсилення гравцями, які мали досвід виступів на найвищому рівні українського футболу, в той же час Сергій втратив місце в головній команді «Дніпра», тому він вирішив погодитися на пропозицію олександрійців. Варто зазначити, що він цілком виправдав надії. У складі «Поліграфтехніки» він дебютував 12 липня 2002 року в домашньому поєдинку 2-го туру вищої ліги чемпіонату України проти донецького «Металурга». Олександрійська команда в тому матчі поступилася з рахунком 0:2. Сергій вийшов на поле в стартовому складі й відіграв увесь матч. Дебютним голом за олександрійців відзначився 4 серпня 2002 року в домашньому матчі 6-го туру вищої ліги чемпіонату України проти харківського «Металіста». Олекандрійці тоді здобули нічию в тому матчі (1:1). Косілов вийшов на поле в стартовому складі та відіграв увесь поєдинок, на 17-й хвилині відзначився голом, а на 33-й отримав жовту картку. Загалом у складі олександрійців у вищій лізі чемпіонату України зіграв 12 матчів та відзначився 3-ма забитими м'ячами, ще 2 поєдинки у футболці олександрійської команди зіграв у кубку України. Наступного разу в оренду Сергій відправився в другій частині сезону 2003/04 років в сімферопольську «Таврію», в складі якої він зіграв 11 матчів та відзначився 2-ма голами.
В 2005 році, по завершенні контракту з «Дніпром», повернувся в Росію, де продовжив свою кар'єру в складі представника другої ліги російського чемпіонату, тульського «Арсеналу». В складі російських гармашів у національному чемпіонаті зіграв 14 матчів та відзначився 3-ма голами, ще 1 поєдинок у складі «Арсеналу» провів у кубку Росії. в 2006 році повернувся до рідної Бєлгородської області й уклав контракт з іншим представником другого російського дивізіону, ФК «Губкін» з однойменного міста. У складі клубу з Бєлгородщини у другому дивізіоні російського чемпіонату зіграв 11 матчів та відзначився 3-ма голами, ще 1 поєдинок у складі «Губкіна» провів у кубку Росії.
Потім виступав на аматорському рівні. В 2007 та 2008 роках виступав у аматорському чемпіонаті Росії, за «Титан» (Клін) та «Гірник» (Строїтель) відповідно. Крім цього, в 2007 році захищав кольори ФК «Молнії» (с.Небуг), яка виступала в чемпіонаті Краснодарського краю.
Наразі останнім відомим клубом, в якому виступав Косілов, є ФК «Бєлгород» (в 2015 році).

## Досягнення
- Вища ліга чемпіонату України
  -  Бронзовий призер (2): 2000/01, 2003/04

- Друга ліга чемпіонату України
  -  Чемпіон (1): 1999/00 (Група В)
  -  Бронзовий призер (1): 2000/01 (Група Б)

- Кубок України
  -  Фіналіст (1): 2003/04